# Glyptotermes seeversi
Glyptotermes seeversi är en termitart som beskrevs av Krishna och Emerson 1962. Glyptotermes seeversi ingår i släktet Glyptotermes och familjen Kalotermitidae. Inga underarter finns listade i Catalogue of Life.